# Liste der israelischen Meister im Schach
Die Liste der israelischen Meister im Schach enthält die Sieger aller israelischen Einzelmeisterschaften.

## Allgemeines
Nachdem vor der Gründung des Staates Israel zwischen 1935 und 1945 sechsmal die Meisterschaft des Völkerbundsmandates für Palästina ausgespielt wurde, fand 1951 die erste israelische Meisterschaft statt. Diese wurde bis 1971 im Abstand von zwei Jahren ausgespielt. Die nächste Austragung fand 1974 statt, seitdem wird der Wettbewerb (mit einer Ausnahme) erneut alle zwei Jahre ausgespielt. Rekordmeister ist Josef Porath, der den Titel sechsmal gewann. 
Die Meisterschaft der Frauen wird seit 1955 ausgetragen und findet seitdem in denselben Jahren wie die israelische Meisterschaft statt. Rekordmeisterin ist Luba Kristol mit fünf Titeln.

## Sieger der Meisterschaften des Völkerbundsmandates für Palästina
| Jahr | Meister        |
| ---- | -------------- |
| 1935 | Abram Blass    |
| 1936 | Moshe Czerniak |
| 1937 | Josef Porath   |
| 1938 | Moshe Czerniak |
| 1940 | Josef Porath   |
| 1945 | Izak Aloni     |

## Israelische Meister
| #  | Jahr | Meister                    |
| -- | ---- | -------------------------- |
| 1  | 1951 | Menachem Oren              |
| 2  | 1953 | Josef Porath               |
| 3  | 1955 | Moshe Czerniak             |
| 4  | 1957 | Josef Porath               |
| 5  | 1959 | Josef Porath               |
| 6  | 1961 | Izak Aloni                 |
| 7  | 1963 | Josef Porath               |
| 8  | 1965 | Izak Aloni                 |
| 9  | 1967 | Shimon Kagan               |
| 10 | 1969 | Shimon Kagan               |
| 11 | 1971 | Uzi Geller                 |
| 12 | 1974 | Wladimir Liberson          |
| 13 | 1976 | Nathan Birnboim            |
| 14 | 1978 | Roman Dzindzichashvili     |
| 15 | 1980 | Nathan Birnboim            |
| 16 | 1982 | Yehuda Grünfeld            |
| 17 | 1984 | Alon Greenfeld             |
| 18 | 1986 | Nathan Birnboim            |
| 19 | 1988 | Gad Rechlis                |
| 20 | 1990 | Yehuda Grünfeld            |
| 21 | 1992 | Ilia Smirin                |
| 22 | 1994 | Leonid Judassin            |
| 23 | 1996 | Lew Psachis                |
| 24 | 1998 | Eran Liss                  |
| 25 | 2000 | Boris Awruch, Alik Gershon |
| 26 | 2002 | Ilia Smirin                |
| 27 | 2004 | Sergey Erenburg            |
| 28 | 2006 | Maxim Rodshtein            |
| 29 | 2008 | Boris Awruch               |
| 30 | 2010 | Vitali Golod               |
| 31 | 2013 | Tamir Nabaty               |
| 32 | 2014 | Wiktor Michalewski         |
| 33 | 2016 | Tamir Nabaty               |
| 34 | 2018 | Alon Greenfeld             |
| 35 | 2021 | Wiktor Michalewski         |
| 36 | 2022 | Ido Gorshtein              |
| 37 | 2024 | Ilya Smirin                |

## Israelische Meisterinnen der Frauen
| #  | Jahr | Meisterin                          |
| 1  | 1955 | Oda Nodel Yaron                    |
| 2  | 1957 | Rivka Lichtenfeld                  |
| 3  | 1959 | Genia Gevenda                      |
| 4  | 1961 | Klara Friedman                     |
| 5  | 1963 | Klara Friedman                     |
| 6  | 1965 | Klara Friedman                     |
| 7  | 1967 | Sima Rabinovitz Forman             |
| 8  | 1969 | Frida Rabinovitz Schahar           |
| 9  | 1971 | Lidia Gal                          |
| 10 | 1974 | Olga Podraschanskaja               |
| 11 | 1976 | Olga Podraschanskaja               |
| 12 | 1978 | Luba Kristol                       |
| 13 | 1980 | Lena Glaz                          |
| 14 | 1982 | Luba Kristol, Olga Podraschanskaja |
| 15 | 1984 | Luba Kristol                       |
| 16 | 1986 | Shlomit Vardi                      |
| 17 | 1988 | Luba Kristol                       |
| 18 | 1990 | Luba Kristol                       |
| 19 | 1992 | Masha Klinova                      |
| 20 | 1994 | Ljudmila Zifanskaja                |
| 21 | 1996 | Ljudmila Zifanskaja                |
| 22 | 1998 | Irina Judassina                    |
| 23 | 2000 | Ella Pitam                         |
| 24 | 2002 | Irina Botwinnik                    |
| 25 | 2004 | Bella Igla                         |
| 26 | 2006 | Bela Atnilov                       |
| 27 | 2008 | Olga Vasiliev                      |
| 28 | 2010 | Masha Klimova                      |
| 29 | 2013 | Olga Vasiliev                      |
| 30 | 2014 | Olga Vasiliev                      |
| 31 | 2016 | Michal Lahav                       |
| 32 | 2018 | Yuliya Shvayger                    |
| 33 | 2022 | Yuliya Shvayger                    |